# Amblyteles armenus
Amblyteles armenus är en stekelart som beskrevs av Meyer 1927. Amblyteles armenus ingår i släktet Amblyteles och familjen brokparasitsteklar. Inga underarter finns listade i Catalogue of Life.